# Bernard Gijlswijk
Bernard Adriaan Jordaan Gijlswijk OP (ur. 9 listopada 1870 w Delfcie, zm. 22 grudnia 1944) – holenderski duchowny rzymskokatolicki, dominikanin, arcybiskup tytularny, dyplomata papieski.

## Biografia
15 sierpnia 1898 otrzymał święcenia prezbiteriatu i został kapłanem Zakonu Braci Kaznodziejów.
2 grudnia 1922 papież Pius XI mianował go delegatem apostolskim w Afryce oraz arcybiskupem tytularnym euchaitańskim. 8 grudnia 1922 przyjął sakrę biskupią z rąk prefekta Świętej Kongregacji Rozkrzewiania Wiary kard. Willema Marinusa van Rossuma CSsR. Współkonsekratorami byli sekretarz Świętej Kongregacji Rozkrzewiania Wiary abp Pietro Fumasoni Biondi oraz delegat apostolski w Persji abp Adriaan Smets.
W 1935 nazwę jego urzędu zmieniono na delegat apostolski w Południowej Afryce. Pełnił tę funkcję do śmierci 22 grudnia 1944.